# Лава (броненосная башенная лодка)
Ла́ва — российская броненосная башенная лодка (монитор) типа «Ураган».

## История
- 15 июня 1863 — Заложена на Невском заводе Семянникова и Полетики в Санкт-Петербурге (наблюдающий за работами корабельный инженер штабс-капитан Александров).
- 27 мая 1864 — Спущена на воду.
- 12 июля 1865 — Прошла испытания механизмов
- 20 августа 1865 — Введена в строй.
- 10 мая 1869 — Переведена в класс мониторов.
- 24 июня 1900 — Разоружен и сдан к порту.
- 1 апреля 1911 — Блокшив.
- 1916 — Переоборудован на Кронштадтском морском заводе в баржу-лазарет на 10 коек, возвращено имя «Лава». Во время Моонзундского сражения находилась в Ревеле, оказывая медицинскую помощь личному составу Минной дивизии.
- 1917 — Число коек доведено до 58.
- Апрель 1918 — Интернирована немцами в Гельсингфорсе.
- 1922 — Сдана на слом.

## Командиры
- 31.10.1863 — 01.01.1864 — капитан-лейтенант Маневский, Александр Степанович
- 01.01.1864 — 24.11.1864 — капитан-лейтенант Овсянкин, Пётр Леонтьевич
- 24.11.1864 — 01.01.1870 — капитан-лейтенант Вогак, Ипполит Константинович
- 01.01.1870 — хх.хх.хххх — капитан-лейтенант Федорович, Павел Андреевич
- 06.12.1871 — хх.хх.1874 — капитан-лейтенант Степанов, Иван Андреевич
- хх.хх.1876 — хх.хх.1877 — капитан-лейтенант Степанов, Иван Андреевич (повторно)
- хх.хх.1877 — хх.хх.1886 — капитан-лейтенант (с 1880 капитан 2-го ранга, с 01.01.1885 капитан 1-го ранга) Бурачек, Павел Степанович
- 20.04.1887 — хх.хх.1889 — капитан 2-го ранга Кочуков, Виктор Александрович
- хх.хх.1889 — хх.хх.1892 — капитан 2-го ранга Давыдов, Сергей Николаевич
- 01.01.1893 — 18.09.1895 — капитан 2-го ранга фон Нидермиллер, Дмитрий Георгиевич
- 18.09.1895 — 06.12.1895 — капитан 2-го ранга Невинский, Михаил Генрихович
- 18.12.1895 — хх.хх.1896 — капитан 2-го ранга Фортман, Василий Францевич
- 13.06.1896 — хх.хх.1898 — капитан 2-го ранга Стемман, Александр Фёдорович
- 28.06.1899 — хх.хх.1899 — капитан 2-го ранга Литвинов, Владимир Иванович